# هومن دهلوی
هومن دهلوی (زادهٔ ۱۳۵۰) موسیقی‌دان، نوازنده و آهنگساز اهل ایران است.

## زندگی‌نامه
هومن دهلوی، سال ۱۳۵۰ ه‍. خ در تهران متولد شد. در کودکی نواختن سنتور را از مادرش سوسن اصلانی آموخت. او از سن ۱۰ سالگی به مدت ۵ سال، نواختن ساز پیانو را نزد فرمان بهبود فرا گرفت. وی هم‌زمان به همراه خواهرش هاله دهلوی، نواختن ساز ویلن را نیز نزد هنرمندانی نظیر منوچهر انصاری، پرتو پورافر، بهروز وحیدی‌آذر و سیاوش ظهیرالدینی آموخت. هومن دهلوی مبانی موسیقی و آهنگسازی را ابتدا نزد پدرش حسین دهلوی و پس از آن نزد هنرمندانی همچون پرویز منصوری و احمد پژمان فراگرفت. وی پس از پایان تحصیلات متوسطه در رشتهٔ گرافیک و دریافت دیپلم از هنرستان تجسمی تهران، در سال ۱۳۷۲ همزمان با تأسیس رشتهٔ موسیقی کلاسیک در دانشگاه آزاد، تحصیلات دانشگاهی خود را با گرایش نوازندگی پیانو در این دانشگاه آغاز کرد و از آموزش‌های هنرمندانی همچون رافائل میناسکانیان و چیستا غریب بهره برد. او هم‌زمان با تحصیل، به تدریس موسیقی و آهنگسازی تئاتر مشغول شد و در کلاس‌های آزاد موسیقی‌دان‌هایی نظیر امانوئل ملیک اصلانیان و مهران روحانی شرکت کرد. هومن دهلوی همچنین با حضور در مسترکلاس‌های آهنگسازی و رهبری ارکستر توماس کریستیان داوید از آموزش‌های او نیز بهره‌مند شد. از دیگر استادان او می‌توان به اردشیر روحانی و گلریز هاشمی اشاره کرد.
وی در سال ۱۳۷۷، همزمان با تشکیل نخستین دورهٔ کارشناسی ارشد آهنگسازی در ایران، با کسب رتبهٔ نخست کنکور سراسری به دانشگاه هنر تهران راه یافت. او پایان‌نامهٔ دورهٔ کارشناسی ارشد آهنگسازی خود را با نوشتن یک اثر ۴ موومانی برای ارکستر سمفونیک، بر مبنای ملودی‌های موسیقی ایرانی، تحت نظر احمد پژمان ارائه داد و پس از پایان تحصیلات، از سال ۱۳۷۹ تدریس در دانشگاه هنر را آغاز کرد.
هومن دهلوی به منظور تکمیل تجربه‌های موسیقی خود به کشورهایی نظیر اتریش، اسلواکی، کانادا و آمریکا سفر کرد و با آهنگسازان دیگر در تنظیم، ضبط و اجرای آثار موسیقی به همکاری پرداخت. او آمریکا و ایران را برای زندگی برگزید و با تشکیل یک ارکستر، آثار موسیقی ایرانی را در آمریکا به اجرا گذاشت. عضویت در هیئت داوران جشنواره موسیقی جوان و جشنواره موسیقی دانشگاه هنر، از دیگر فعالیت‌های هنری هومن دهلوی بوده‌است.

## آثار هنری
از جمله آثار هنری هومن دهلوی می‌توان به موارد زیر اشاره کرد:
- کتاب سه قطعه از حسین دهلوی، تنظیم هومن دهلوی برای پیانو[۱۰]
- کتاب هفت آسمان، ۱۸ قطعه برای پیانو[۷]
- آلبوم موسیقی «از روزهای نبودن» با خوانندگی سالار عقیلی[۱۱]
- آلبوم موسیقی «آوای کهن» برای قطعات تنبور، با ملودی‌سازی فراز کاویانی[۱۲]
- «دامن کشان» (بر اساس ملودی ساری گلین) با خوانندگی بیژن بیژنی[۱۳]
- «موومان سمفونیک» برای ارکستر سمفونیک[۳]
- «فانتزی» برای قانون و ارکستر[۱۴]
- «خواب دشت» برای نی، هارپ و ارکستر زهی[۱۴]
- تنظیم و رهبری مجموعهٔ «رقص ایرانی» به آهنگسازی مهین زرین‌پنجه[۱۵]
- «رؤیا» برای پیانو[۱۶]
- «لالایی‌ها» برای پیانو[۱۷]
- «خشت و آه»[۱۸]
- موسیقی نمایش «بدون خداحافظی» به کارگردانی کتایون فیض‌مرندی[۱۹]
- موسیقی نمایش «دفترچه یادداشت» به کارگردانی کتایون فیض‌مرندی[۲۰]
- موسیقی نمایش «پنجره» به کارگردانی ژاله محمدعلی[۲۱]